# Polistes industrius
Espèce
Polistes industrius est une espèce fossile de guêpes sociales de la famille des Vespidae, de la sous-famille des Polistinae et du genre Polistes.

## Classification
L'espèce Polistes industrius est décrite en 1937 par le paléontologue français Nicolas Théobald (1903-1981) dans sa thèse,. 

### Fossiles
L'holotype F145 de l'ère Cénozoïque, et de l'époque Oligocène (33,9 à 23,03 Ma) fait partie de la collection Paul Fliche, enseignant la botanique à l'École nationale des eaux et forêts de Nancy et vient du gisement éocène de Céreste, dans les Alpes-de-Haute-Provence, dans la réserve naturelle géologique du Luberon, gérée par le parc naturel régional du Luberon. Les échantillons se trouvent dans les calcaires en plaquettes « supérieurs » du bassin d'Apt-Forcalquier.

### Étymologie
L'épithète spécifique industrius signifie en latin « industrieux ».

## Description

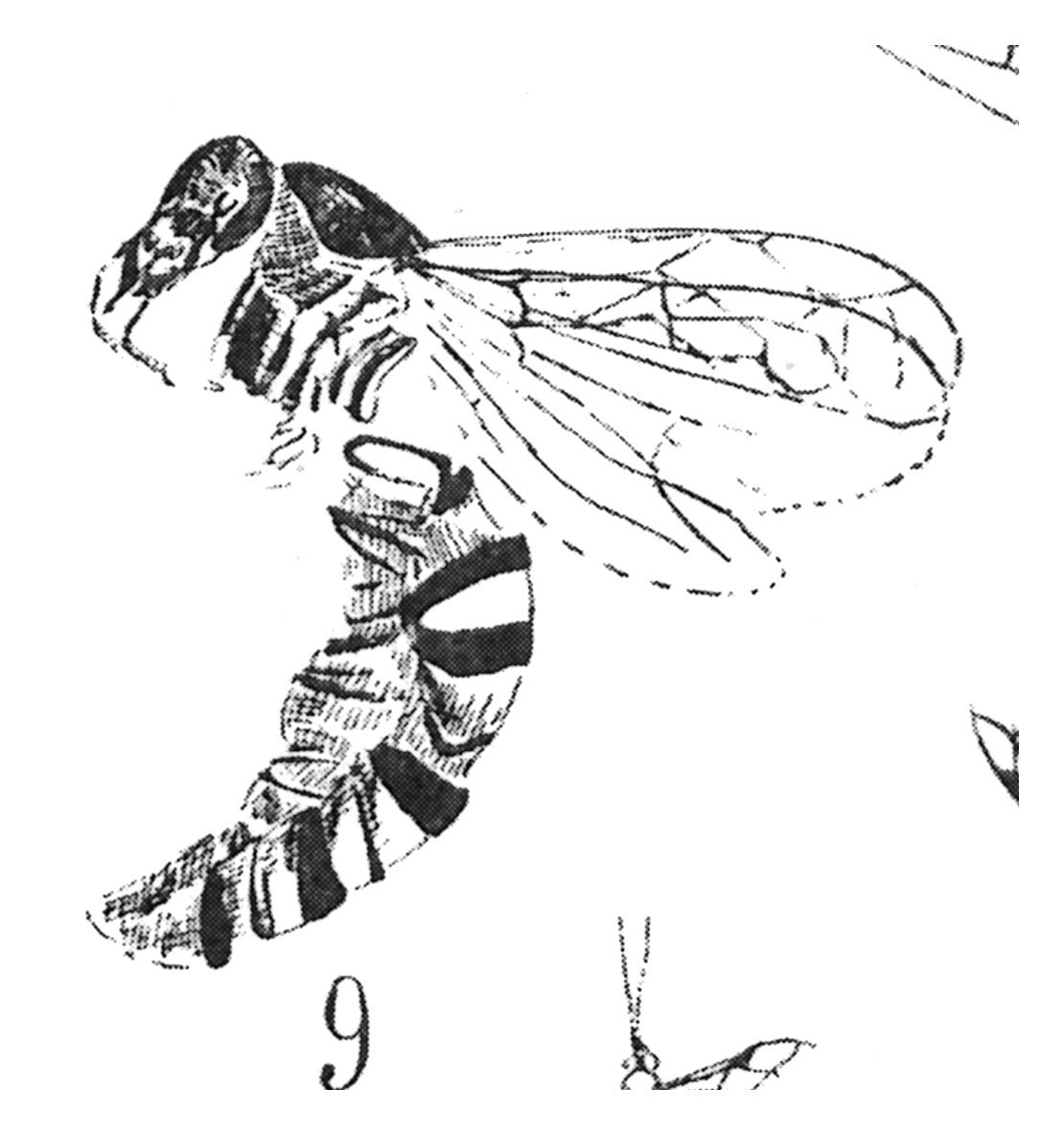
Polistes industrius, femelle holotype éch F145 x2,5 pl. XXVIII Insectes du Stampien de Céreste (Bases-Alpes).

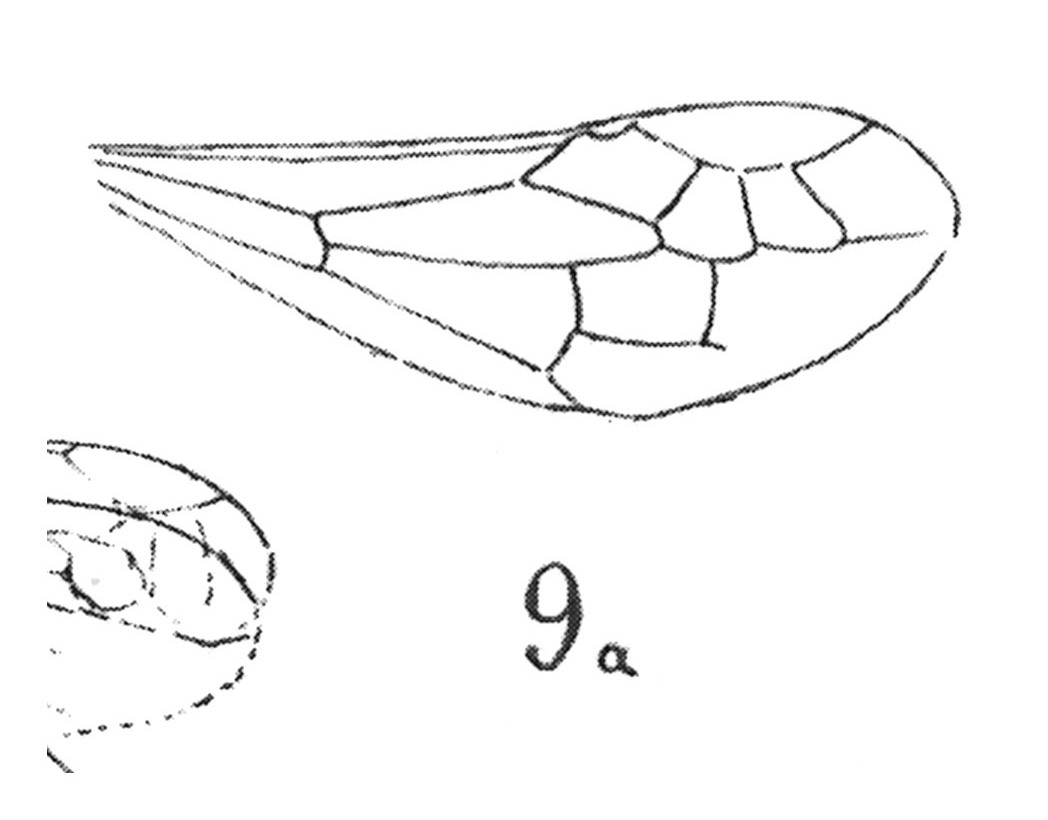
Polistes industrius, femelle holotype, détail de l'aile.

### Caractères
La diagnose de Nicolas Théobald en 1937, : 

« Insecte de grande taille, de couleur brune et noire, abdomen taché de jaune. Tête verticale, aspect triangulaire en vue latérale, légèrement aplatie à l'avant ; antennes dépassant la longueur de la tête, articles mal visibles ; on peut compter trois articles allongés à la base, puis cinq ou six articles courts et finalement une massue légèrement renflée ; yeux composés réniformes, n'atteignant pas la base des mandibules ; clypeus grand, presque carré ; trois ocelles. Cou net, thorax renflé. Abdomen allongé, aminci à l'avant et à l'arrière ; six segments visibles, déboités, orné de taches jaunes (v. figure). Pattes manquantes. Ailes relevées au-dessus du thorax ; l'une des ailes antérieures est plissée, l'autre est étalée, on voit en arrière une aile postérieure ; nervation caractéristique des Vespidae (v. fig. 9a). ».

### Dimensions
La longueur totale est de 15 mm et la longueur de l'aile antérieure est de 10 mm. La longueur totale est trop forte, les segments abdominaux étant déboités.

### Affinités
« La nervation de l'aile, bien conservée, la forme du corps et des antennes classent l'Insecte parmi les Vespidae. À cause de son abdomen aminci en avant et en arrière, nous l'attribuons au g. Polistes. 
Il semble voisin de Polistes maculipennis Sauss. des Indes et de Java, qui a une longueur de 11-13 mm, et une envergure de 26-31 mm, mais ce dernier en diffère par la coloration. ».

## Biologie
« Les Polistes sont des Vespidés sociaux, construisant des nids aériens, à un seul gâteau, sans enveloppe : ils sont répandus dans toutes les parties du monde. ».

### Publication originale
- [1937] Nicolas Théobald, « Les insectes fossiles des terrains oligocènes de France 473 p., 17 fig., 7 cartes,13 tables, 29 planches hors texte », Bulletin Mensuel de la Société des Sciences de Nancy et Mémoires de la Société des sciences de Nancy, Imprimerie G. Thomas,‎ 1937, p. 1-473 (ISSN 1155-1119 et 2263-6439, OCLC 786027547). .